# Lekkoatletyka na Letnich Igrzyskach Paraolimpijskich 2012 – 400 metrów T44 mężczyzn
W biegu na 400 metrów kl. T44 mężczyzn podczas Letnich Igrzysk Paraolimpijskich 2012 rywalizowało ze sobą 12 zawodników. W konkursie udział wzięli sportowcy z jedną kończyną amputowaną powyżej kolana.

## Wyniki

### Eliminacje
Bieg 1
| Poz. | Zawodnik                       | Narodowość        | Rezultat | Uwagi |
| ---- | ------------------------------ | ----------------- | -------- | ----- |
| 1    | Blake Leeper                   | Stany Zjednoczone | 50,63    | Q     |
| 2    | Alan Fontenes Cardoso Oliveira | Brazylia          | 53,02    | Q     |
| 3    | Liu Zhiming                    | Chiny             | 54,82    | Q     |
| 4    | Riccardo Scendoni              | Włochy            | 55,88    |       |
| 5    | Jack Swift                     | Australia         | 55,94    |       |
| 6    | Josue Benitez Sandoval         | Meksyk            | 59,79    |       |

Bieg 2
| Poz. | Zawodnik        | Narodowość        | Rezultat | Uwagi |
| ---- | --------------- | ----------------- | -------- | ----- |
| 1    | Oscar Pistorius | Południowa Afryka | 48,31    | Q     |
| 2    | David Behre     | Niemcy            | 51,37    | Q     |
| 3    | David Prince    | Stany Zjednoczone | 52,29    | Q     |
| 4    | Jarryd Wallace  | Stany Zjednoczone | 53,51    | q     |
| 5    | Iwan Prokopjew  | Rosja             | 53,86    | q     |
|      | Keita Sato      | Japonia           | DQ       |       |

### Finał
| Poz. | Zawodnik                       | Narodowość        | Rezultat | Uwagi |
| ---- | ------------------------------ | ----------------- | -------- | ----- |
| 1    | Oscar Pistorius                | Południowa Afryka | 46,68    | PR    |
| 2    | Blake Leeper                   | Stany Zjednoczone | 50,14    |       |
| 3    | David Prince                   | Stany Zjednoczone | 50,61    |       |
| 4    | Alan Fontenes Cardoso Oliveira | Brazylia          | 51,59    |       |
| 5    | David Behre                    | Niemcy            | 51,65    |       |
| 6    | Jarryd Wallace                 | Stany Zjednoczone | 53,90    |       |
| 7    | Iwan Prokopjew                 | Stany Zjednoczone | 54,74    |       |
| 8    | Liu Zhiming                    | Chiny             | 55,91    |       |